# Mehdīābād-e Amīn
Mehdīābād-e Amīn (persiska: Mehdīābād, مهدی آباد, مهدی آباد امين) är en ort i Iran.   Den ligger i provinsen Kerman, i den centrala delen av landet, 700 km sydost om huvudstaden Teheran. Mehdīābād-e Amīn ligger 1 409 meter över havet och antalet invånare är 177.
Terrängen runt Mehdīābād-e Amīn är platt. Runt Mehdīābād-e Amīn är det ganska glesbefolkat, med 42 invånare per kvadratkilometer. Närmaste större samhälle är Ḩasanābād-e Zandī, 18,9 km sydost om Mehdīābād-e Amīn. Trakten runt Mehdīābād-e Amīn är ofruktbar med lite eller ingen växtlighet.